# Anthony Hopkins

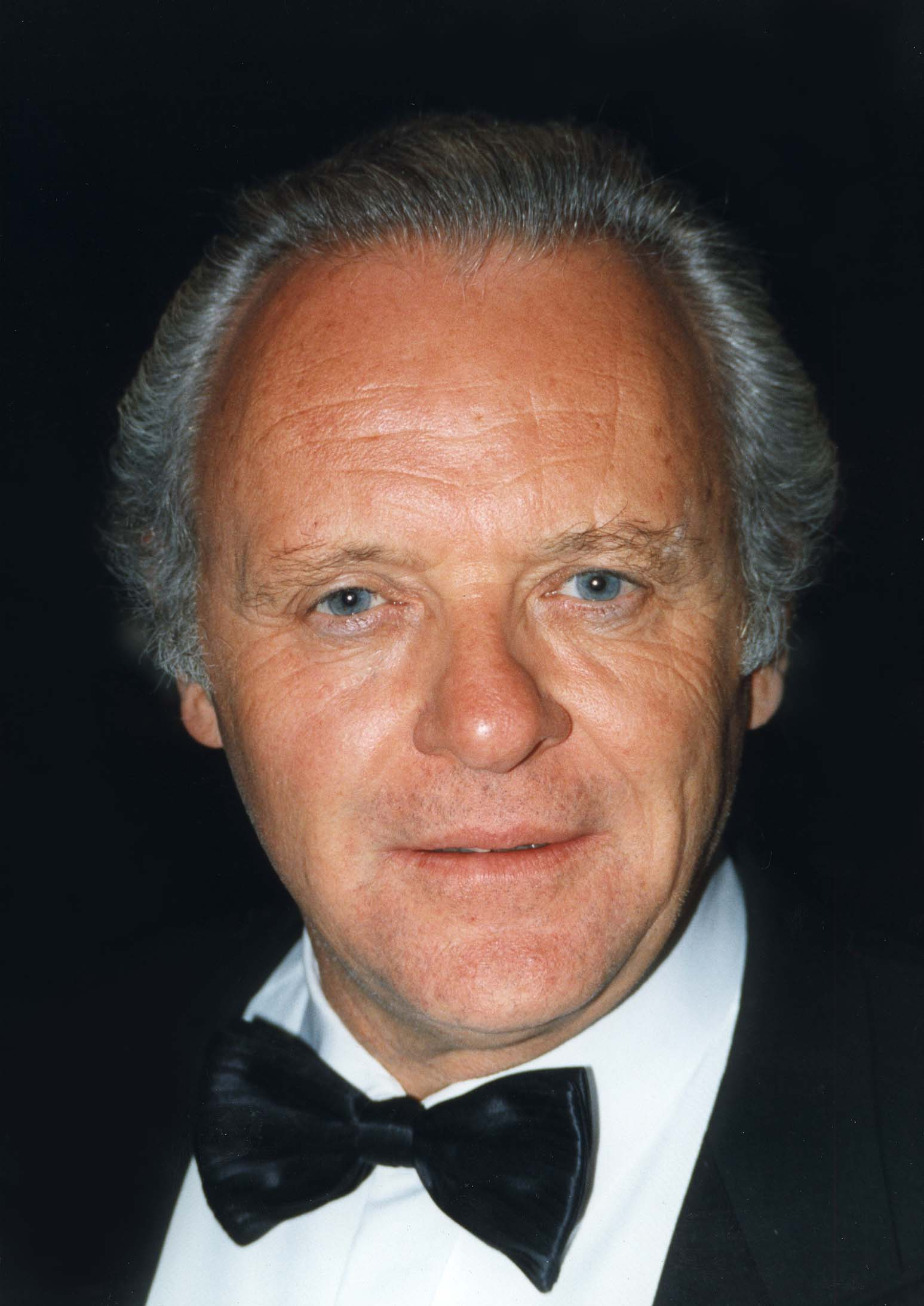
Anthony Hopkins (1996)

Anthony Hopkins, właśc. sir Philip Anthony Hopkins, CBE (ur. 31 grudnia 1937 w Port Talbot) – walijski aktor teatralny, filmowy i telewizyjny, a także kompozytor i artysta malarz, mający podwójne obywatelstwo: amerykańskie i brytyjskie.
Uważany jest za jednego z najwybitniejszych aktorów współczesnych, potrafiącego zagrać role w szerokim spektrum gatunków filmowych i teatralnych. Dwukrotny laureat Oscara dla najlepszego aktora pierwszoplanowego (1992, 2021), trzech nagród BAFTA, dwóch nagród Emmy i Nagrody im. Cecila B. DeMille’a. 1 stycznia 1993 został uhonorowany Odznaką Rycerza Kawalera przez królową brytyjską Elżbietę II. W 2003 otrzymał gwiazdę na Alei Gwiazd w Los Angeles. W 2008 zdobył BAFTA Fellowship, przyznawaną przez Brytyjską Akademię Sztuk Filmowych i Telewizyjnych. Początkowo jego aktorska kariera zawodowa opierała się wyłącznie na rolach teatralnych. W późniejszym okresie skupił się na aktorstwie filmowym.
24 września 2003 otrzymał własną gwiazdę w Alei Gwiazd w Los Angeles znajdującą się przy 6801 Hollywood Boulevard.

## Życiorys

### Wczesne lata
Urodził się w Margam na przedmieściach Port Talbot w hrabstwie Glamorgan jako syn Annie Muriel (z domu Yeates) i Richarda Arthura Hopkinsa, piekarza. W latach 1949–1954 uczęszczał do szkoły dla chłopców Jones' West Monmouth Boys' School w Pontypool. Następnie kształcił się w Cowbridge Grammar School w Vale of Glamorgan.
Miał ambicje, aby zostać pianistą. W młodości miał na niego wielki wpływ Richard Burton, którego poznał osobiście mając 15 lat; według krytyków obie postacie aktorów były bardzo podobne zarówno fizycznie, pod względem temperamentu jak i stylu gry aktorskiej. W wieku 18 lat zaczął występować, kiedy dołączył do dramatycznego klubu YMCA. W 1957 otrzymał stypendium w Royal Welsh College of Music & Drama w Cardiff, a po ukończeniu trasy koncertował z Arts Council jako kierownik sceny i aktor. Następnie spędził dwa lata w British Army. W latach 1961–1963 studiował w Royal Academy of Dramatic Art.

### Kariera
W 1960 zadebiutował na scenie w sztuce Brendana Behana The Quare Fellow. W 1964 po raz pierwszy pojawił się na scenie w Londynie widowisku Juliusz Cezar w reżyserii Lindsaya Andersona. W latach 1966–1973 był związany z Royal National Theatre.
Zadebiutował przed kamerami w dramacie krótkometrażowym Andersona Biały autobus (The White Bus, 1967) jako Brechtian u boku Arthura Lowe i Barry’ego Evansa. Zagrał Ryszarda I Lwie Serce w dramacie historycznym Anthony’ego Harveya Lew w zimie (The Lion in Winter, 1968). Był Klaudiuszem w szekspirowskim Hamlecie (1969) w reż. Tony’ego Richardsona. Wystąpił potem w dreszczowcu szpiegowskim Franka Piersona Cudzymi rękoma (The Looking Glass War, 1970) jako John Avery, dramacie sensacyjnym 48 godzin (When Eight Bells Toll, 1971) jako tajny agent Phillip Calvert, dramacie historycznym Richarda Attenborough Młody Winston (Young Winston, 1972) jako David Lloyd George i jako Thorvald Helmer w ekranizacji powieści Henrika Ibsena Dom lalki (A Doll’s House, 1973) z Claire Bloom. Można go było także oglądać na szklanym ekranie w roli Georgesa Dantona w filmie BBC Danton (1970) w reż. Johna Howarda Daviesa czy miniserialu ABC QB VII (1974) jako dr Adam Kelno. Za rolę Piotra Bezuchowa w miniserialu Wojna i pokój (1972-1973) zdobył Nagrodę Telewizyjną Akademii Brytyjskiej w kategorii najlepszy aktor. W 1974 trafił na Broadway w spektaklu Equus.
W latach 80. XX wieku grał w takich przedstawieniach jak Pravda Davida Hare, Król Lear, Antoniusz i Kleopatra czy M. Butterfly, a także gościł w miniserialu Żony Hollywood (Hollywood Wives, 1985) jako Neil Gray, mąż Montany (Stefanie Powers) i kochanek Giny Geramine (Suzanne Somers) oraz Wielkie nadzieje (Great Expectations, 1989) jako Abel Magwitch.
Jego najsławniejszą rolą filmową była postać Hannibala Lectera w filmie Milczenie owiec, za którą otrzymał w 1992 nagrodę Oscara Amerykańskiej Akademii Filmowej za najlepszą rolę męską. Grał także w sequelu Hannibal (2001) oraz w prequelu Czerwony smok (2002).
Aktorstwo realizował równolegle z zainteresowaniami muzycznymi. Jest m.in. kompozytorem walca, którego prapremiera została wykonana w Wiedniu przez André Rieu i jego orkiestrę po raz pierwszy dopiero 50 lat po skomponowaniu utworu. Był kompozytorem muzyki do własnego filmu Sierpień (1996). W okresie późniejszej kariery filmowej rozwinął swoje zainteresowanie malarstwem. Jego pejzaże są prezentowane w galeriach m.in. w USA i Wielkiej Brytanii.
Zamieszkał w Stanach Zjednoczonych, a od 2000 posiada obywatelstwo tego kraju. Był trzykrotnie żonaty. W 2002 zakończył 29-letni związek małżeński z Jennifer Lynton i ożenił się w 2003 ze Stellą Arroyave.
Bierze aktywny udział w wielu organizacjach i przedsięwzięciach dobroczynnych. Wiele z nich związanych jest z ekologią. Jest współzałożycielem fundacji zajmującej się ochroną przyrody. Był prezydentem National Trust oraz położył wielkie zasługi dla rozwoju Parku Narodowego Snowdonia. Bierze udział w kampaniach telewizyjnych na rzecz wstrzymania odławiania wielorybów przez japońskich rybaków.

## Życie prywatne
2 września 1967 ożenił się z Petronellą Barker, z którą ma córkę Abigail (ur. 1969). Jednak w 1972 doszło do rozwodu. 13 stycznia 1973 poślubił Jennifer Lynton. Ich związek rozpadł się 30 kwietnia 2002. 1 marca 2003 ożenił się ze Stellą Arroyave.
Od 1975 roku jest zadeklarowanym trzeźwym alkoholikiem. Był gościem honorowym gali założycielskiej „Kobiety na Rzecz Zdrowienia z Uzależnień”. Królowa Elżbieta II nadała mu 31 grudnia 1992 tytuł szlachecki i od tej pory ma prawo posługiwać się tytułem sir. W 2017 roku wyznał, że ma Zespół Aspergera.

## Filmografia
- 1967 A Flea in Her Ear (TV), jako Etienne Plucheux
- 1967 The White Bus, jako Brechtian
- 1968 Lew w zimie (The Lion in Winter) jako Richard
- 1969 Cudzymi rękoma (The Looking Glass War) jako John Avery
- 1969 Hamlet jako Klaudiusz
- 1969 Department S (TV) jako Klaudiusz
- 1970 The Great Inimitable Mr. Dickens (TV) jako Dickens
- 1970 Play for Today (serial TV), odc. Hearts and Flowers, jako Bob (gościnnie)
- 1970 Biography (serial TV), odc. Danton, jako Danton
- 1970 Play of the Month (serial TV), odc. Uncle Vanya jako Astrow
- 1970 The Three Sisters jako Andrei
- 1971 Decision to Burn
- 1971 48 godzin (When Eight Bells Toll) jako Philip Calvert
- 1972 Poet Game jako Hugh Sanders
- 1972 The Edwardians jako David Lloyd George
- 1972 Młody Winston (Young Winston) jako David Lloyd George
- 1972 Wojna i pokój jako Piotr Bezuchow
- 1973 Dom lalki (A Doll’s House) jako Torvald Helmer
- 1974 The Childhood Friend jako Alexander Tashkov
- 1974 The Arcata Promise jako Theo Gunge
- 1974 Possessions jako Dando
- 1974 Britannic w niebezpieczeństwie (Juggernaut) jako John McCleod
- 1974 Dziewczyna z Pietrowki (The Girl from Petrovka) jako Kostia
- 1974 Wszystkie stworzenia duże i małe[19] jako Siegfried Farnon
- 1974 QB VII jako dr Adam Kelno
- 1976 Sprawa Porwania Lindbergha[20] jako Bruno Richard Hauptmann
- 1976 Mroczne zwycięstwo (Dark Victory) jako Michael
- 1976 Zwycięstwo nad Entebbe (Victory at Entebbe) jako Icchak Rabin
- 1977 O jeden most za daleko (A Bridge Too Far) jako John Frost
- 1977 Audrey Rose jako Elliot Hoover
- 1978 Wielka gonitwa (International Velvet) jako Johnson
- 1978 Kean jako Edmund Kean
- 1979 Pielgrzymi z Mayflower (Mayflower: The Pilgrims' Adventure) jako Jones
- 1980 Człowiek słoń (The Elephant Man) jako  Frederick Treves
- 1980 Zmiana pór roku (A Change of Seasons) jako Adam Evans
- 1981 Piotr i Paweł (Peter and Paul) jako Paweł z Tarsu
- 1981 Otello jako Othello
- 1981 Bunkier (The Bunker) jako Adolf Hitler
- 1982 Little Eyolf jako Alfred Allmers
- 1982 Dzwonnik z Notre Dame (The Hunchback of Notre Dame) jako Quasimodo
- 1984 Bunt na Bounty (The Bounty) jako kpt. William Bligh
- 1985 A Married Man jako John Strickland
- 1985 Dobry ojciec (The Good Father) jako Bill Hooper
- 1985 Blunt jako Guy Burgess
- 1985 Łuk triumfalny (Arch of Triumph) jako Ravic
- 1985 Poczucie winy (Guilty Conscience) jako Arthur Jamison
- 1985 Żony Hollywood (Hollywood Wives) jako Neil Gray
- 1987 Charing Cross 84 (84 Charing Cross Road) jako Frank P. Doel
- 1988 Loża szyderców (A Chorus of Disapproval) jako Dafydd Ap Llewellyn
- 1988 Brzask (The Dawning) jako Cassius
- 1988 Across the Lake jako Donald Campbell
- 1988 Dziesiąty człowiek (The Tenth Man) jako Chavel
- 1989 Heartland jako Jack
- 1989 Great Expectations jako Abel Magwitch
- 1990 Godziny rozpaczy (Desperate Hours) jako Tim Cornell
- 1991 Samotna walka (One Man’s War) jako Joel
- 1991 Milczenie owiec (The Silence of the Lambs) jako Hannibal Lecter
- 1992 Menedżer w bamboszach (Spotswood) jako Wallace
- 1992 Chaplin jako George Hayden
- 1992 Freejack jako McCandless
- 1992 Drakula jako profesor Abraham Van Helsing/Chesare
- 1992 Powrót do Howards End (Howards End) jako Henry Wilcox
- 1992 Być najlepszym (To Be the Best) jako Jack Figg
- 1993 Selected Exits jako Gwyn Thomas
- 1993 Proces (The Trial) jako ksiądz
- 1993 Niewinni (The Innocent) jako Bob Glass
- 1993 Cienista dolina (Shadowlands) jako C.S. Lewis
- 1993 Okruchy dnia (The Remains of the Day) jako Stevens
- 1994 Droga do Wellville (The Road to Wellville) jako John Harvey Kellogg
- 1994 Wichry namiętności (Legends of the Fall) jako Ludlow
- 1995 Nixon jako Richard M. Nixon
- 1996 Picasso – twórca i niszczyciel (Surviving Picasso) jako Pablo Picasso
- 1996 Sierpień (August) jako Ieuan Davies
- 1997 Lekcja przetrwania (The Edge) jako Charles Morse
- 1997 Amistad jako John Quincy Adams
- 1998 Maska Zorro (The Mask of Zorro) jako Zorro/Don Diego de la Vega
- 1998 Joe Black (Meet Joe Black) jako William Parrish
- 1999 Instynkt (Instinct) jako Ethan Powell
- 1999 Tytus Andronikus (Titus) jako Tytus Andronikus
- 2001 Kraina wiecznego szczęścia (Hearts in Atlantis) jako Ted Brautigan
- 2001 Hannibal jako dr Hannibal Lecter
- 2001 Diabeł i Daniel Webster[21] jako Daniel Webster
- 2002 Bad Company: Czeski łącznik jako Gaylord Oakes
- 2002 Czerwony smok (Red Dragon) jako Hannibal Lecter
- 2003 Piętno (The Human Stain) jako Coleman Silk
- 2004 Aleksander (Alexander) jako Ptolemeusz I Soter
- 2005 Prawdziwa historia (The World’s Fastest Indian) jako Burt Monro
- 2005 Dowód (Proof) jako Robert
- 2006 Bobby jako John Casey
- 2006 Papa jako Ernest Hemingway
- 2006 Wszyscy ludzie króla (All the King’s Men) jako sędzia Irwin
- 2007 Beowulf jako król Hrothgar
- 2007 Slipstream jako Bonhoffer
- 2007 Słaby punkt (Fracture) jako Ted Crawford
- 2008 Where I Stand: The Hank Greenspun Story jako Hank Greenspun
- 2009 Zagadka przeznaczenia (The City of Your Final Destination) jako Adam
- 2010 Bare Knuckles jako Xavier Jonas
- 2010 Wilkołak (The Wolfman) jako John Talbot
- 2010 Poznasz przystojnego bruneta[22] jako Alfie
- 2011 Rytuał (The Rite) jako ksiądz Lucas Trevant
- 2011 Thor jako Odyn
- 2012 Hitchcock jako Alfred Hitchcock
- 2012 360. Połączeni (360) jako John
- 2013 Thor: Mroczny świat (Thor: The Dark World) jako Odyn
- 2013 Red 2 jako Bailey
- 2014 Noe: Wybrany przez Boga (Noah: Chosen by God) jako Matuzalem
- 2015 Solace (Ukojenie) jako John Clancy
- 2016, 2018 Westworld jako Robert Ford (serial TV)
- 2016 Pozory prawdy (Misconduct) jako Arthur Denning
- 2017 Transformers: Ostatni rycerz[23] jako sir Edmund Burton
- 2018 Thor: Ragnarok jako Odyn
- 2019 Dwóch papieży[24] jako Joseph Ratzinger/papież Benedykt XVI
- 2019 Now Is Everything jako Thomas
- 2020 Ojciec (The Father) jako Anthony
- 2020 Elyse jako dr Philip Lewis
- 2023 Ostatnia sesja Freuda(inne języki) (Freud’s Last Session) jako Sigmund Freud
- 2023 Jedno Życie(inne języki) (One life) jako Nicholas Winton

## Nagrody
- Nagroda Akademii Filmowej
  - Najlepszy aktor pierwszoplanowy: 1992 Milczenie owiec
  - 2021 Ojciec
- Złoty Glob Nagroda im. Cecila B. DeMille’a: 2006
- Nagroda BAFTA
  - Najlepszy aktor w filmie telewizyjnym: 1973 War and Peace
  - Najlepszy aktor: 1992 Milczenie owiec
  - 1994 Cienista dolina
- Nagroda Emmy
  - Najlepszy aktor pierwszoplanowy: w filmie dramatycznym lub komediowym: 1976 Sprawa porwania Lindbergha
  - Najlepszy aktor pierwszoplanowy: w miniserialu lub filmie telewizyjnym: 1981 Bunkier